# Melč
Melč (en allemand : Meltsch) est une commune du district d'Opava, dans la région de Moravie-Silésie, en République tchèque. Sa population s'élevait à 627 habitants en 2021.

## Géographie
Melč se trouve à 9 km à l'ouest-sud-ouest de Hradec nad Moravicí, à 15 km au sud-ouest d'Opava, à 37 km à l'oues d'Ostrava et à 240 km à l’est de Prague.
La commune est limitée par Lhotka u Litultovic et Mikolajice au nord, par Štáblovice et Hradec nad Moravicí à l'est, par Radkov et Vítkov au sud, et par Staré Těchanovice et Moravice à l'ouest.

## Histoire
La première mention écrite de la localité date de 1377.

## Transports
Par la route, Melč se trouve à 17 km d'Opava, à 52 km d'Ostrava et à 308 km de Prague.